# Suaeda nigra
Suaeda nigra är en amarantväxtart som först beskrevs av Constantine Samuel Rafinesque, och fick sitt nu gällande namn av James Francis Macbride. Suaeda nigra ingår i släktet saltörter, och familjen amarantväxter. Inga underarter finns listade i Catalogue of Life.

## Bildgalleri

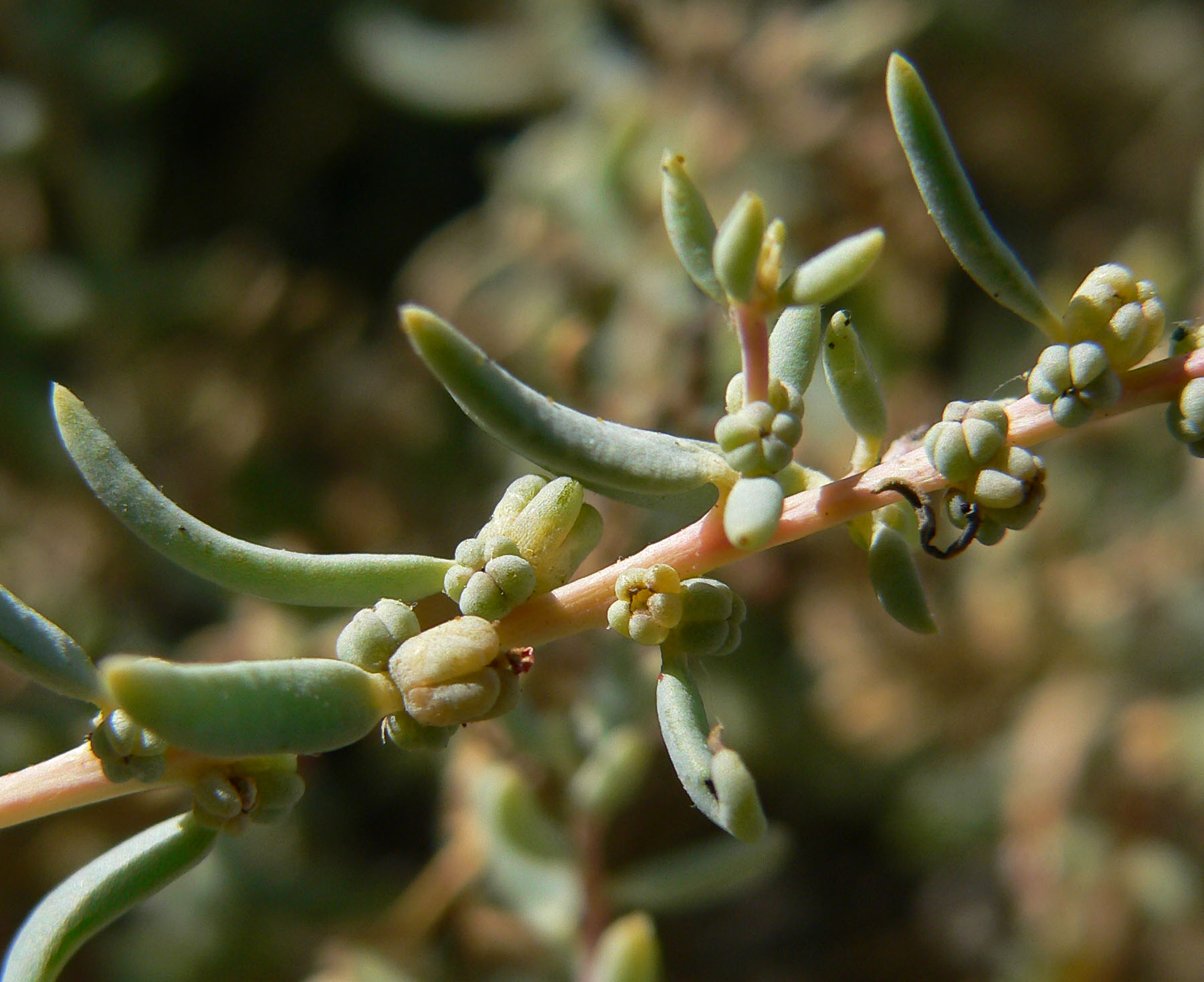
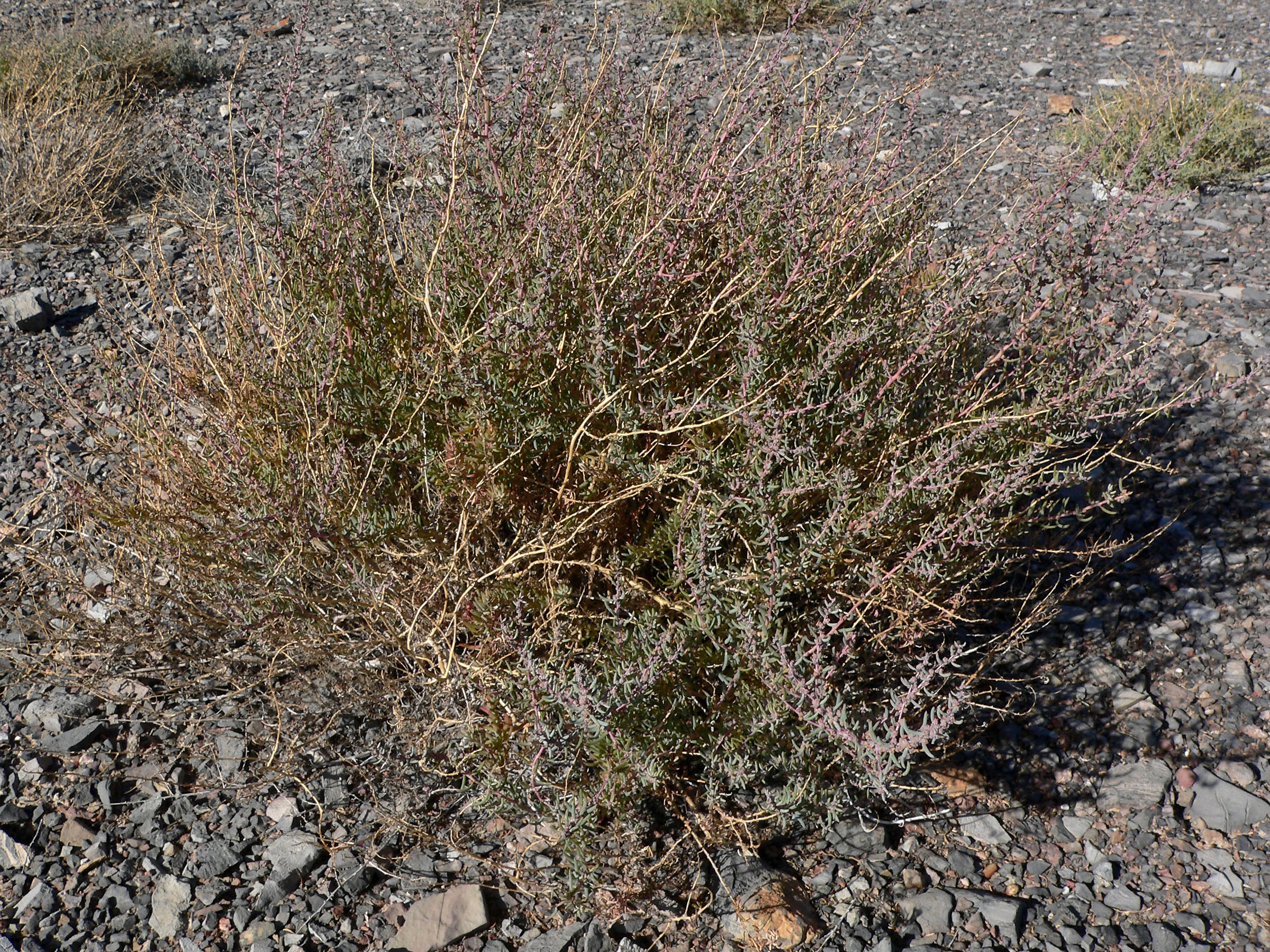
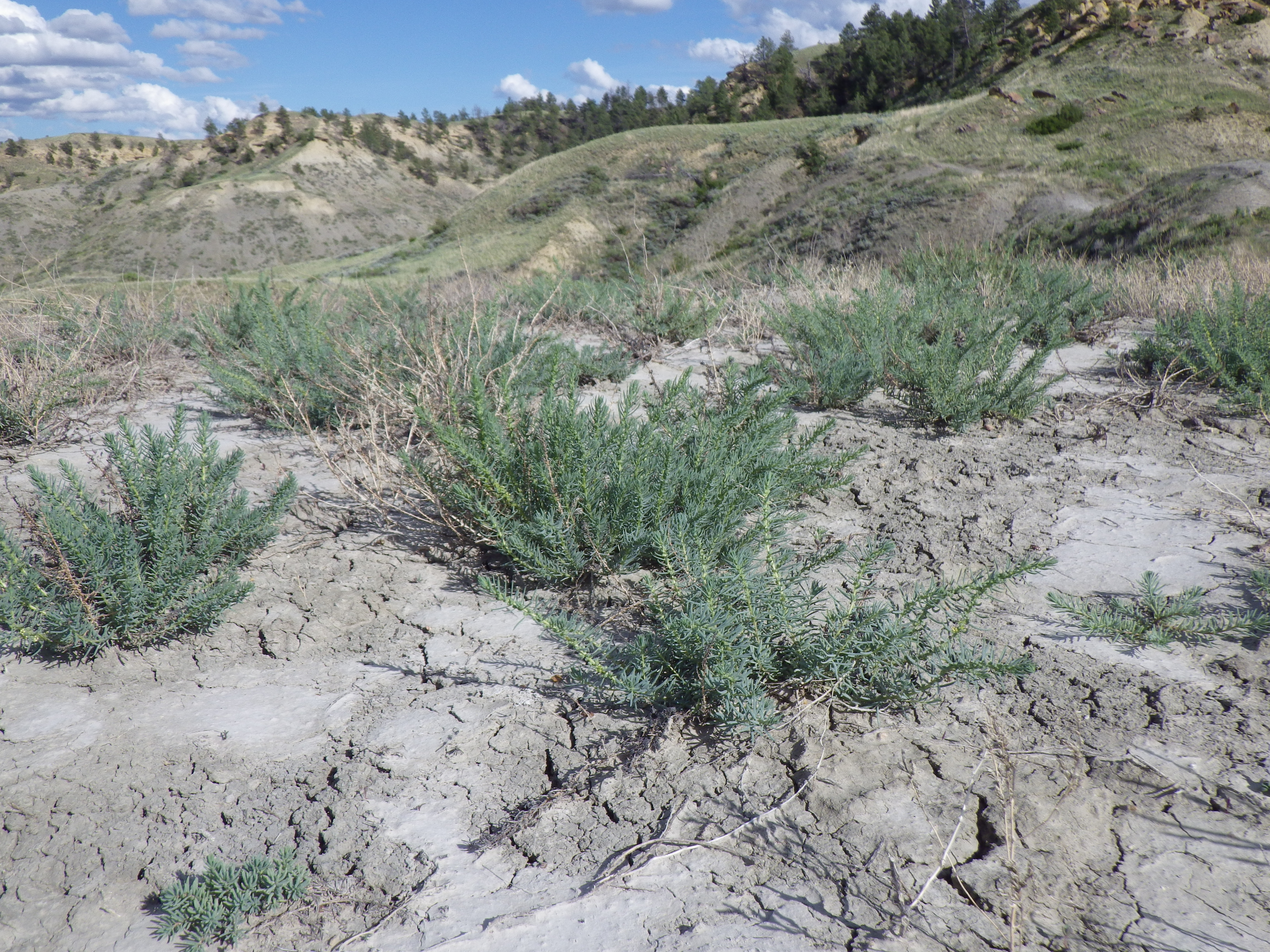
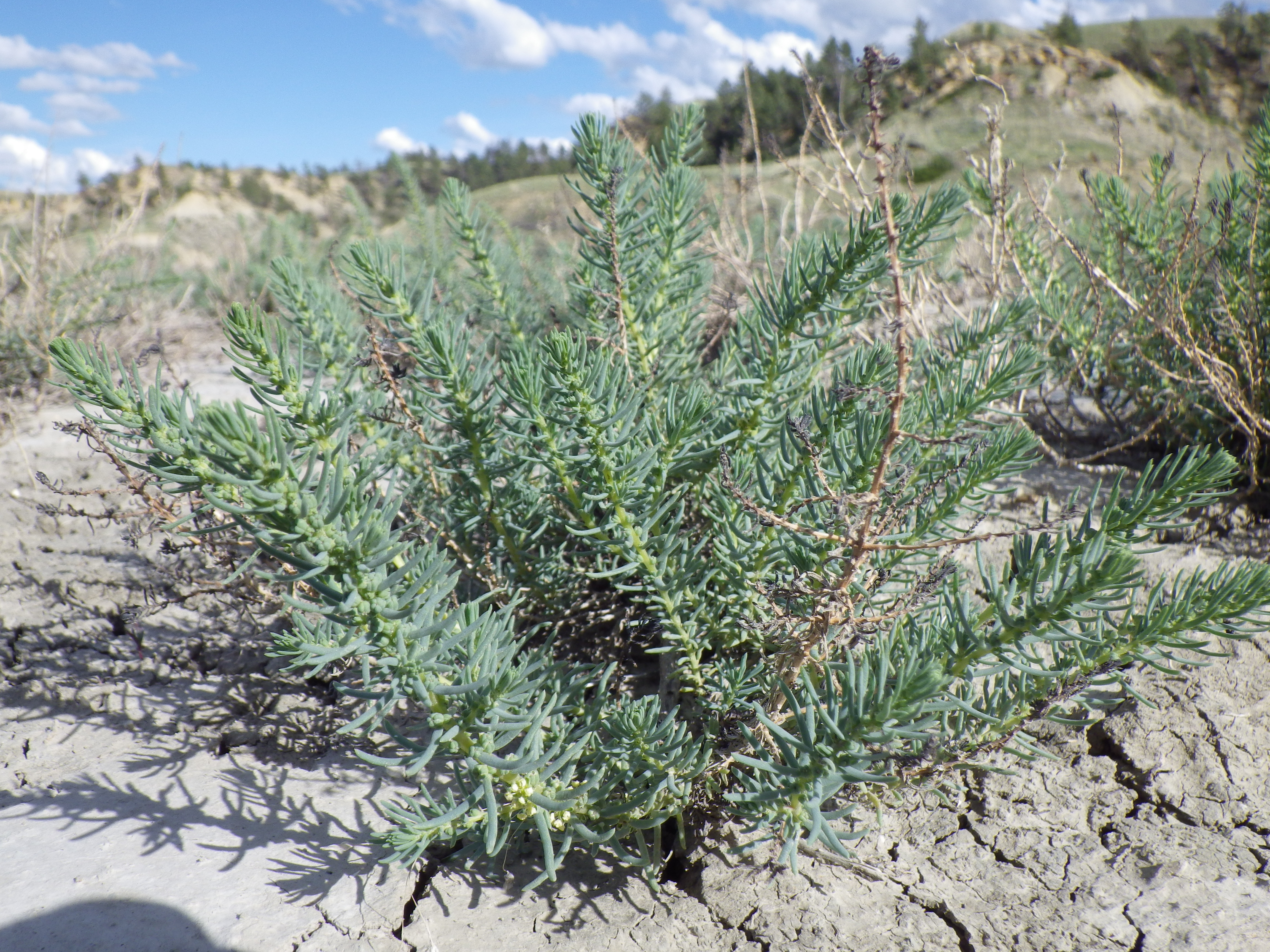
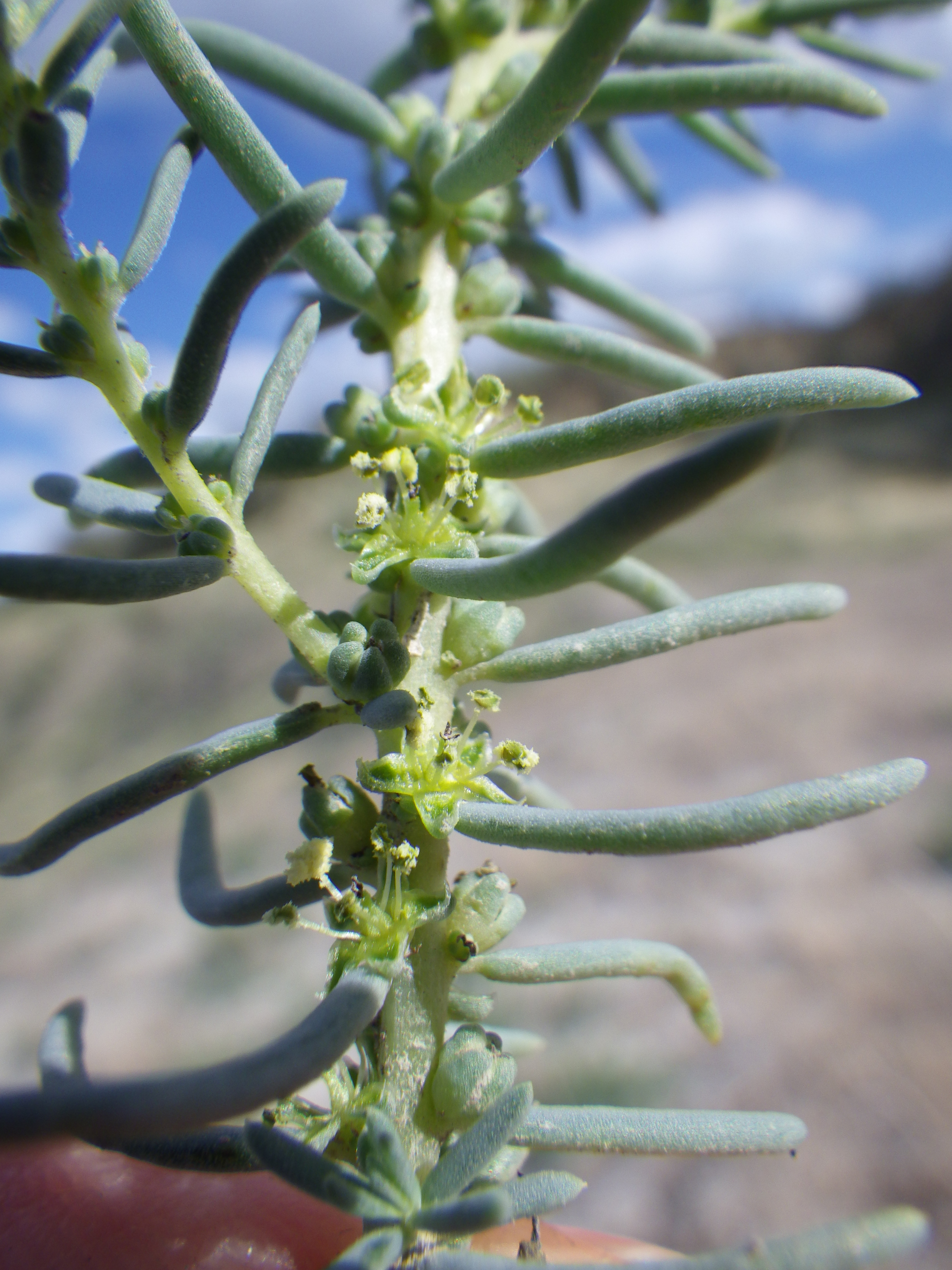
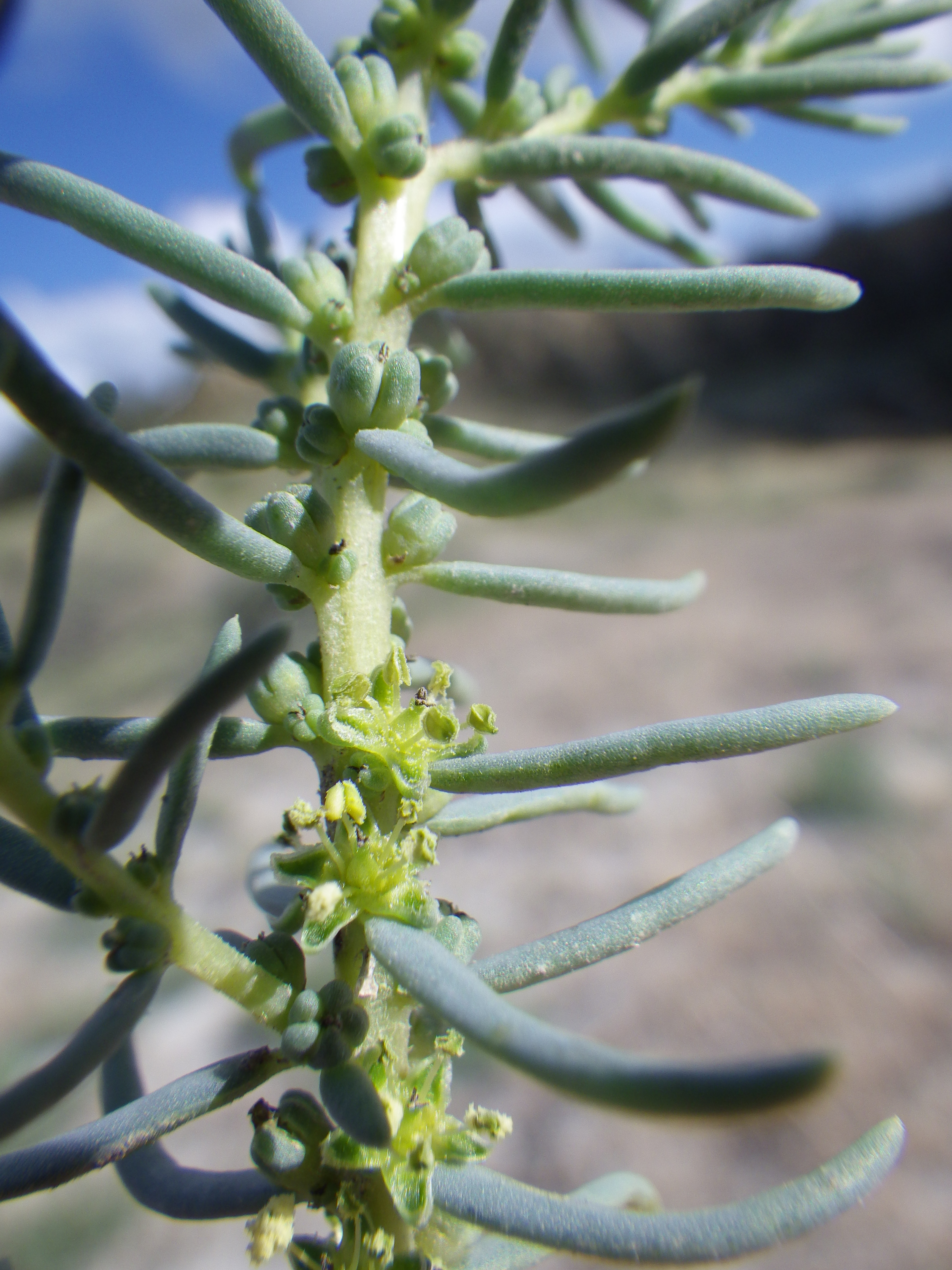